# Salma Agha

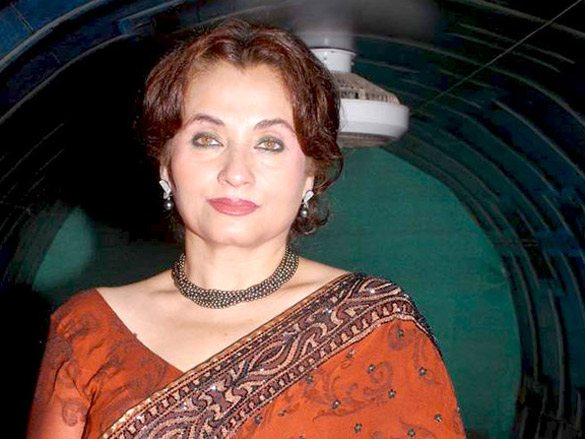
Salma Agha

Salma Agha (* 3. April 1962 in Karachi, Pakistan) ist eine pakistanisch-britische Sängerin und Schauspielerin des indischen und pakistanischen Films der 1980er und frühen 1990er Jahre.

## Biografie
Salma Agha stammt aus einer wohlhabenden pakistanischen Familie und lebte seit ihrem neunten Lebensjahr in London. Gemeinsam mit ihrer Schwester Sabina Agha nahm sie 1981 ein Album mit ABBA-Coverversionen auf Urdu/Hindi auf, das jedoch nur mäßige Aufmerksamkeit auf sich zog. In Kontakt mit der Filmindustrie kam sie bei der Hochzeitsfeier von Raj Kapoors Sohn Rishi mit Neetu Singh in London. Sie war eingeladen, da ihre Mutter eine entfernte Cousine von Raj Kapoor ist, und lernte dort den Regisseur B. R. Chopra kennen, der gerade für einen Film eine junge Muslimin suchte.
Salma wurde als Darstellerin für Chopras kommerziell erfolgreichen Film Nikaah (1982) engagiert. Nachdem der Filmkomponist ihr ABBA-Album gehört hatte, wurde sie zusätzlich als Playbacksängerin im Film eingesetzt. Bei den Filmfare Awards 1983 war sie als Beste Schauspielerin und gleich mit drei Liedern aus diesem Film als Beste Playbacksängerin nominiert. Für den Ghazal Dil Ke Armaan erhielt sie einen Filmfare Award als Beste Playbacksängerin. Hauptdarsteller des Films war Raj Babbar. Mit ihm wurde Salma Agha noch häufig als Filmpaar besetzt.
1984 spielte sie mit Mithun Chakraborty und Smita Patil in Kasam Paida Karne Wale Ki, und erhielt für ihren Filmsong Jhoom Jhoom Baba erneut eine Filmfare-Award-Nominierung. Ihr Debüt im pakistanischen Film hatte sie 1985 in Hassan Askaris Hum Aur Tum. Sie spielte die Hauptrolle an der Seite von Javed Sheikh, den sie wenig später heiratete. Die Ehe währte jedoch nur kurz. Abwechselnd trat sie im Hindi-Film und im pakistanischen Film auf, was nur aufgrund ihrer britischen Staatsbürgerschaft ohne Weiteres möglich war. In den 1990er Jahren zog sie sich aus dem Filmgeschäft zurück und veröffentlicht seither Musikalben mit Ghazals und tritt live auf.
Salma Agha ist mit dem Squashspieler und -trainer Rehmat Khan verheiratet. Sie haben eine gemeinsame Tochter.